# Désentubages cathodiques
Pour plus de détails, voir Fiche technique et Distribution.
Désentubages cathodiques est un documentaire français de 2005 réalisé par Zaléa TV.

## Fiche technique
- Titre : Désentubages cathodiques
- Réalisation : Olivier Azam, Alain-Gilles Bastide, Pascal Boucher, Christophe-Emmanuel Del Debbio, Michel Fizbin, Pierre Merejkowsky
- Société de production : Zaléa TV
- Société de distribution : Co-errances (France)
- Pays :  France
- Genre : Documentaire
- Durée : 97 minutes
- Sortie en salles en France : 21 septembre 2005